# 920 до н. е.

## Події
Умовна дата закінчення правління царя Вавилонії Мар-біті-аххе-іддіна. Наступним царем став Шамаш-мудамік.

### Астрономічні явища
- 13 травня. Часткове сонячне затемнення.[1]
- 11 червня. Часткове сонячне затемнення.[1]
- 5 листопада. Часткове сонячне затемнення.[1]